# Саккери, Джованни Джироламо
Джованни Джироламо Саккери (итал. Giovanni Girolamo Saccheri; 1667—1733) — итальянский математик, иезуит, создатель первого наброска неевклидовой геометрии.

## Биография и научная деятельность
Саккери  преподавал в Турине и Павии арифметику, алгебру, геометрию и др. математические науки, а также богословие, логику и метафизику. Под влиянием математика Джованни Чева Саккери были написаны два математические сочинения: «Quaesita Geometrica etc.» (Милан, 1693) и «Neostatica» (ib., 1708). В печати появились ещё его «Logica demonstrativa» (Павия, 1701) и сочинения по богословию.

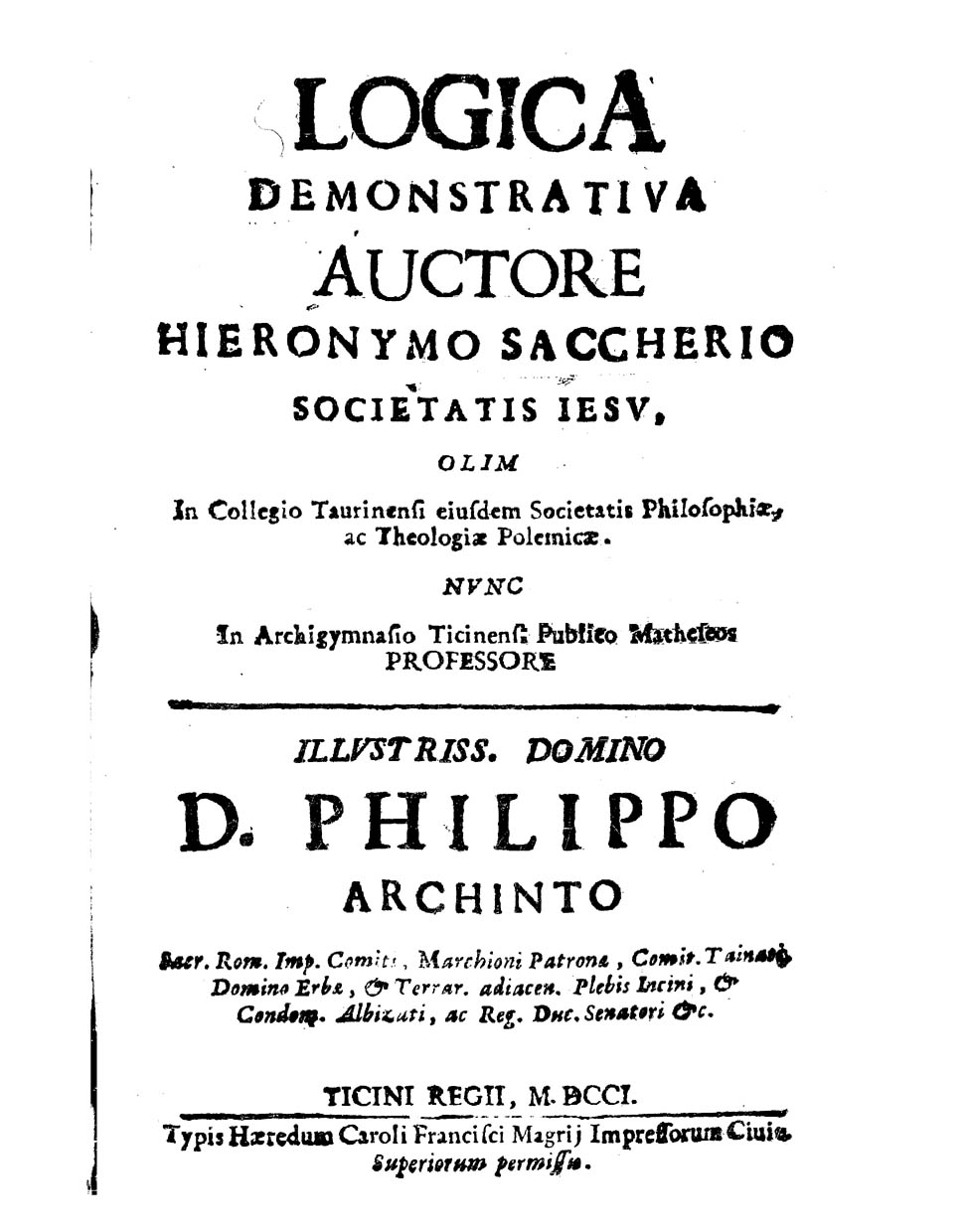
Logica demonstrativa, 1701

Вполне оригинальным мыслителем явился Саккери в своём главном труде, озаглавленном «Евклид, очищенный от всех пятен» («Euclides ab omni naevo vindicatus»), изданном в Милане, 1733 г. В нём автор, опередив на столетие творцов неевклидовой геометрии, Лобачевского и Бойяи, заменяет пятый постулат Евклида на альтернативный постулат гиперболической геометрии (Лобачевского) и доказывает целый ряд теорем этой геометрии. Он рассматривает четырёхугольник, аналогичный четырёхугольнику Ламберта и правильно отвергает одну из трех альтернатив относительно четвёртого угла: гипотезу тупого угла. Однако дальше, в результате вычислительной ошибки он делает неверный вывод, что эта геометрия содержит в себе противоречие, после чего отвергает и гипотезу острого угла, которая, на самом деле, не может быть опровергнута в рамках абсолютной геометрии.
Сочинение Саккери было оценено только после создания неевклидовой геометрии.
Джироламо Саккери известен также, как один из сильнейших итальянских шахматистов своего времени. Современников он поражал способностью играть вслепую одновременно на трех - четырёх досках. 